# Bokk Gis Gis
Bokk Gis Gis（字面意思為「共同願景」）, 全名為“Convergence démocratique Bokk Gis Gis”，是塞內加爾的一個政黨。該政黨的成員主要由塞內加爾民主黨前黨員組成，由時任總統阿卜杜拉耶·瓦德領導，並在2012年塞內加爾議會選舉中取得4個席次。 

2017年，該黨登魁帕普·迪奧普(Pape Diop) 在2017年的議會選舉帶領該黨取得1個席次，相比上屆減少3席。 在2022年的選舉中再次當選，但政黨仍然只有1席。議員帕普·迪奧普也在選後加入了相對多數的執政聯盟。